# Furutorpsplatsen

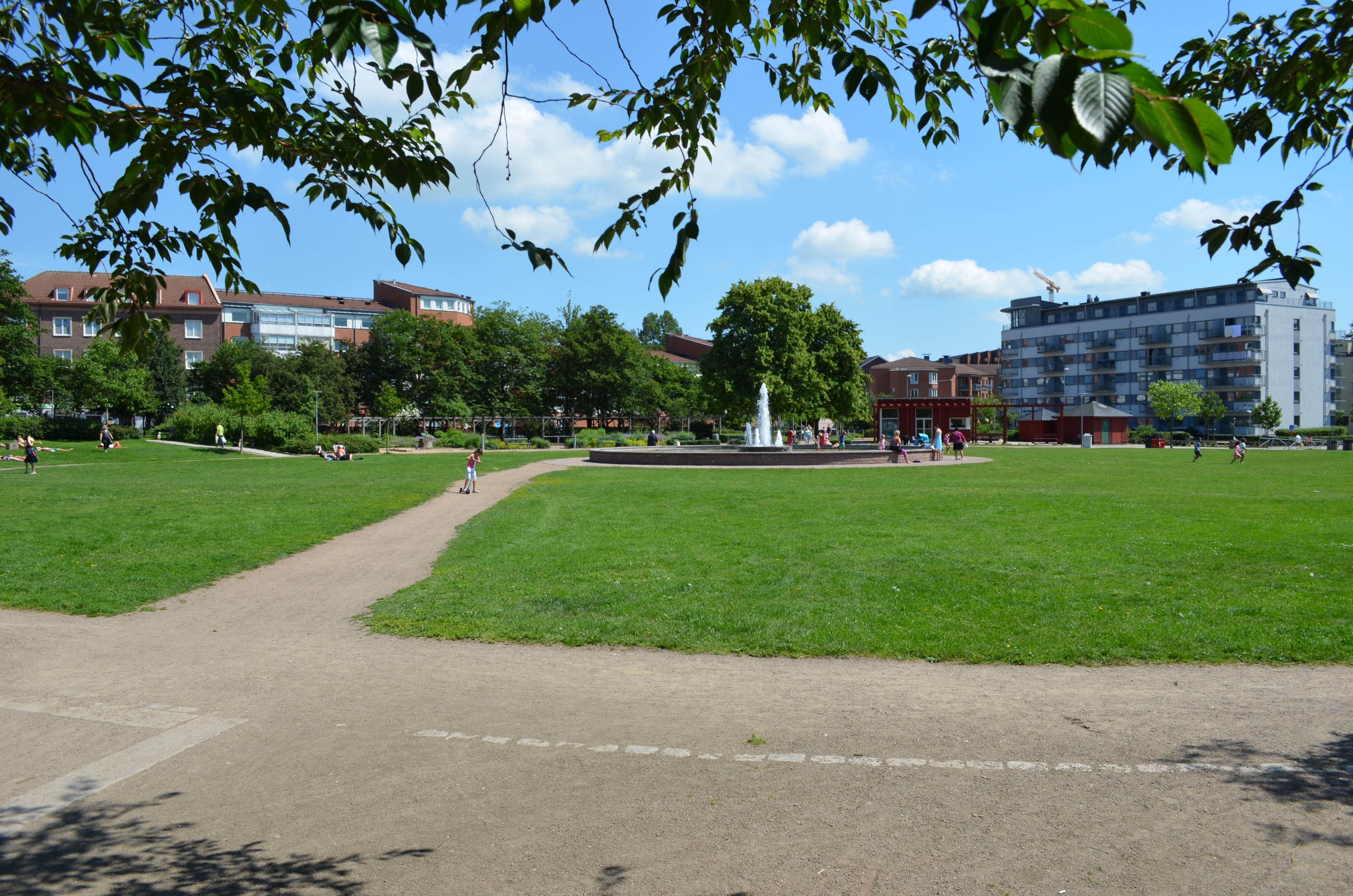
Furutorpsplatsen i juli 2012.

Furutorpsplatsen, även kallad Furutorpsparken, är en mindre park i stadsdelen Söder i Helsingborg.

## Utformning
Parken har en rektangulär form och avgränsas av Furutorpsgatan i norr, Gustav Adolfs gata i öster, Bryggaregatan i söder och Håkan Lundbergs gata i väster. Parken ramas numera in av tät bebyggelse på alla sidor, utom i nordost, där Gustav Adolfs församlingshus ligger något tillbakadraget från gatulinjen. Ett starkt inslag i stadsbilden kring parken är det så kallade "Miljonhuset" från 1922, som täcker hela gatufasaden längs Håkan Lundbergs gata.
Själva parkrummet består av en stor, öppen gräsplan i mitten, som delvis skärmas av från staden genom trädplantering i öster och väster. I norr och söder är växtligheten i kanterna inte lika tät, vilket öppnar upp parken mot gatorna. Den centrala gräsplanen omgärdas av ett cirkelformat gångstråk, något avskuret i väster, och något förskjutet från gräsplanens centrum finns en stor, rund vattenspegel, med en centralt placerad fontän. I parkens nordvästra ände finns en körsbärslund som under vårens blomning tillför parken en stark färgklick i denna del. De sydöstra delarna av parken domineras av lekplatser, vilket gör den populär bland barnfamiljer. Under sommarhalvåret är den centrala gräsplanen en populär plats för umgänge i form av grillning, bollspel eller solbad.

## Historik
Parken har fått sitt namn efter landeriet Furutorp, som förr låg i vad som nu är kvarteret Sachsen. Landeriet byggdes omkring år 1800 på den då kallade Hauswolffska sandlyckan vid landsvägen till Landskrona, numera Södergatan. Det fick sitt namn av den tallplantering som anlades under 1800-talets början för att binda flygsanden i området. När stadsdelen Söder började växa ut strax norr om landeriet började ägarna vid 1860-talets slut stycka upp sina marker som bostadstomter. Man anställde lantmätaren Victor Palmcrantz som ritade upp en rutnätsplan över området, men denna kom aldrig att genomföras. Istället utfördes år 1873 en stor stadsplan för hela Söder av lantmätaren Georg Gustafsson, som la ut en omfattande rutnätsplan utan hänsyn till existerande bebyggelse. Detta ledde till protester från flera fastighetsägare och därför genomfördes en ny plan av stadsingenjör Robert Söderqvist, vilken fastslogs 1878. Planen omfattade området för nuvarande Furutorpsplatsen och var då tänkt att utnyttjas som platsen för en kyrka åt den nya stadsdelen. Dock verkade stadsförsamlingen för en mer central placering, vilket resulterade i att kyrkan så småningom kom att byggas vid nuvarande Gustav Adolfs torg, som Gustav Adolfs kyrka, klar 1897. Platsen beslutades därför att avsättas som parkmark, men förblev outnyttjad, och användes istället som grustäkt fram till 1925 då den slutligen lades ut som park. Parken fick sin karaktär av en lekplats för barnen på 1940-talet då gungor, sandlådor och plaskdamm anlades. Lekplatsen byggdes senare om runt 1980.
Som ett led i projektet "Söder i förändring" bjöds boende i området år 2001 in till att ge sina åsikter om en förändring av parken. Detta ledde till en ombyggnad av parken, som nyinvigdes den 13 maj 2004.

## Bildgalleri

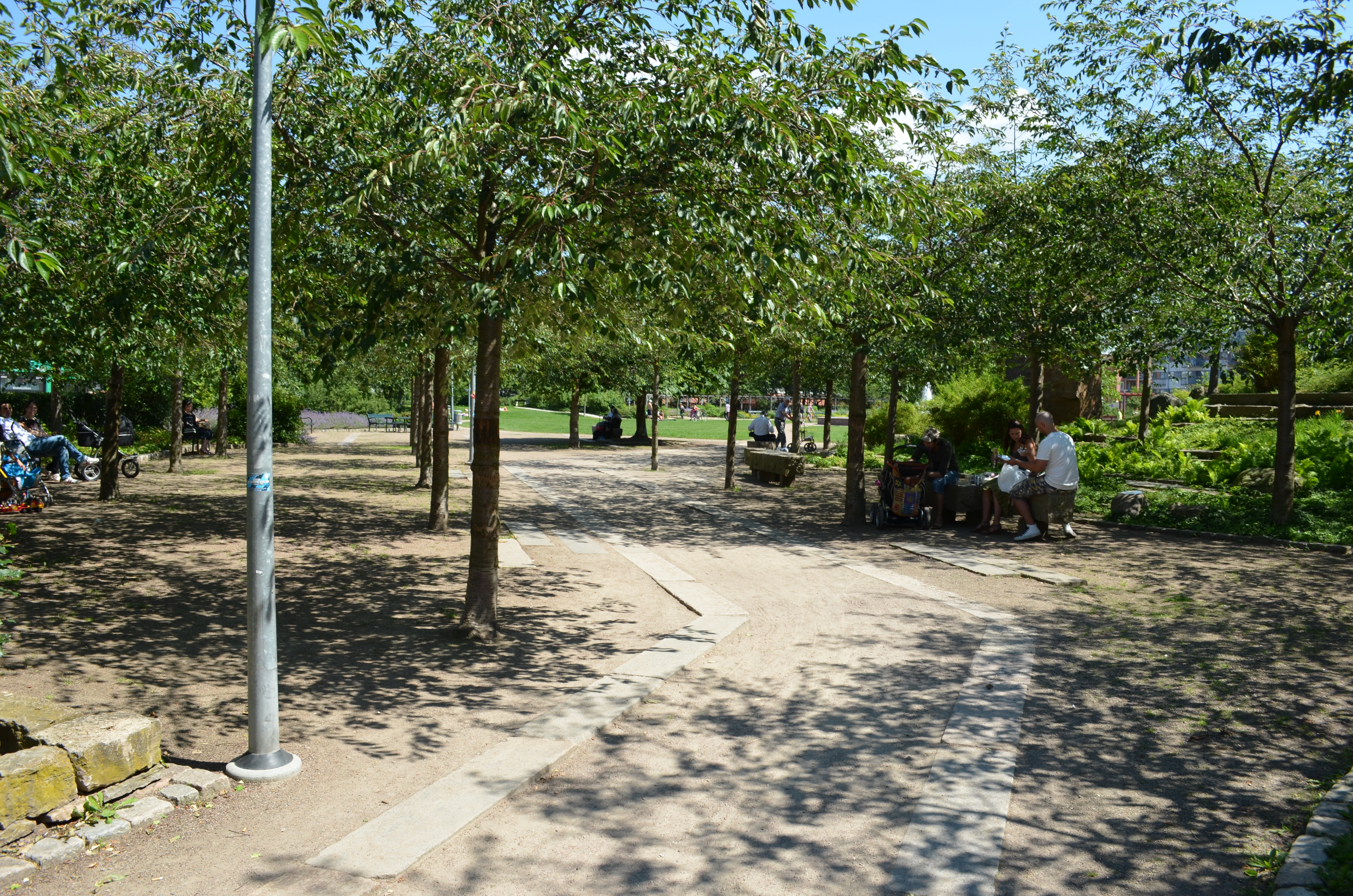
Körsbärslunden i parkens nordvästra hörn.
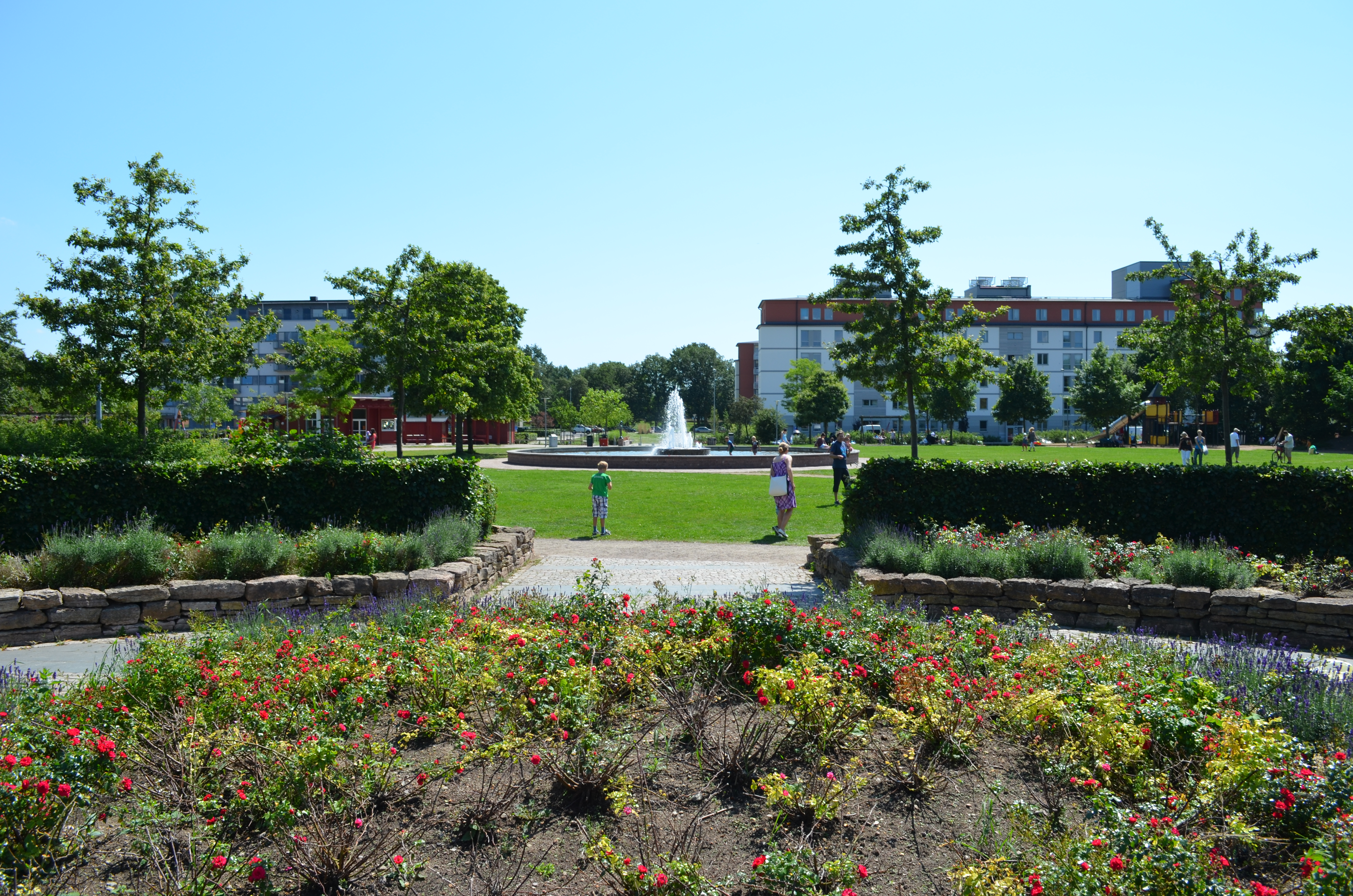
Rosenplantering vid parkens norra entré.
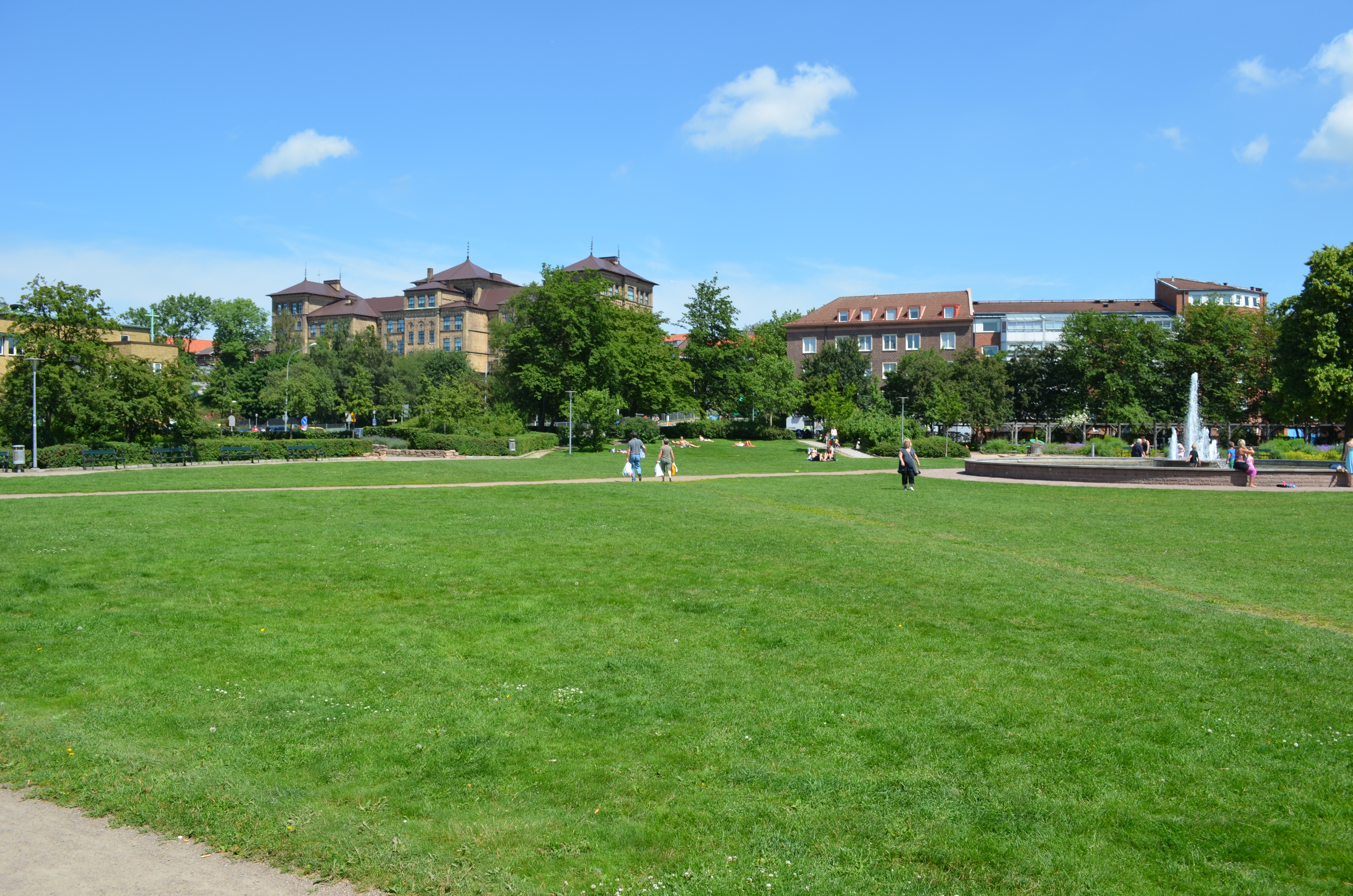
Furutorpsplatsen med Gustav Adolfs skola i bakgrunden.